# Armand Parent
Jacques Joseph Armand Parent (Luik, 5 februari 1863 – Parijs, 19 januari 1934) was een Belgisch violist en componist, laatst werkzaam in Parijs.
Hij was zoon van Louis Léonard Parent en Florence Werson. Zelf trouwde hij met Suzanne Marie Gabrielle Bourges.

## Loopbaan
Parent was een leerling van Désiré Heynberg en Louis Massart (beiden viool) en Serge Dupuis (harmonieleer) aan het Koninklijk Conservatorium Luik. Al tijdens die studie was hij op podia te zien, zoals in Groningen in september 1879, waarbij hij en passant werd voorgesteld aan Johannes Verhulst en Richard Hol. Hij werd vervolgens violist en concertmeester bij het symfonieorkest van Benjamin Bilse in Berlijn (1882-1883) als opvolger van Eugène Ysaÿe, en voor een langere periode bij het Orchestre Colonne in Parijs (1882-1889). Vanaf 1892 was hij naamgever van het Quatuor Parent met Emile Loiseau (2e viool) en onder anderen Maurice Vieux (altviool) en Louis Fournier (cello). Met dat kwartet gaf hij in 1900 de premières van het door Vincent d'Indy voltooide Strijkkwartet opus 35 van de vroegtijdig overleden Ernest Chausson. Ook de vioolsonate van D'Indy zelf bracht hij in première met de componist aan de piano. In 1900 trok hij naar de Schola Cantorum de Paris om er viooldocent te worden.

## Werk
Hij schreef meer dan zestig werken:
- twee strijkkwartetten
- strijkkwintet
- Sonate voor viool en piano (1913), opgedragen aan zijn dochters Andrée en Denise
- Gymnastique du violon (pedagogisch werk)
- Vingt études de virtuosité (pedagogisch werk)
- Études de violon (pedagogisch werk)
- Exercices pour le violion d’apres les 17 quatuors de Beethoven (pedagogisch werk)
- Méthode complete en cinq parts (pedagogisch werk)

## Opgedragen
Anderen droegen werken aan hem op
- Jean Cras: Trio met piano (1914)
- Paul Dupin: Sonate pour violon et piano (1912)
- Jean Huré: Strijkkwartet nr. 1
- Vincent d'Indy: Vioolsonate (opus 59)
- Émile Jaques-Dalcroze: Fantasia appassionata (opus 53, 1905)
- Marcel Labey; Vioolsonate in d mineur
- Laura Netzel: Suite voor viool (opus 62, 1897)
- Emmanuel Rhené-Baton: Suite ancienne (opus 55, 1933)
- Henriette Renié: Scherzo-fantaisie voor harp en viool
- Albert Roussel : Pianotrio
- Florent Schmitt: Chant du soir
- Joaquín Turina Pérez: Pianokwintet
- Victor Vreuls: Pianotrio (opus 1, 1920)